# Зуївка
Зу́ївка — селище Харцизької міської громади Донецького району Донецькій області, Україна. Розташоване на берегах двох річок — Кринки та Вільхової.

## Географія
Селище Зуївка розташовується в центрально-східній частині Донецької області на пологих схилах лівого берега Кринки, у місці впадання річки Вільхової (лівої притоки Кринки). Із заходу і півдня межа селища проходить по Кринці, а з півночі по річці Вільховій. Знаходиться за 40 км від обласного центра — міста Донецька, за 11 км від залізничної станції Харцизьк. Відстань до райцентру становить близько 11 км і проходить автошляхом місцевого значення.
На заході межує з селищем Гірне (Харцизька міська рада), на північному заході (вище за течією Кринки) з селищем Нижня Кринка, на півночі з селищем Молодий Шахтар, на північному сході з селищем Вільхівка, на сході з селищем Лобанівка та (вище за течією Вільхової) містом Шахтарськ, на південному сході з селами Цупки та Півче, на південному заході з селищем Ведмеже, селом Золотарівка, селищем Водобуд, ні півдні з містом Зугрес (примикає; нижче за течією Кринки).

## Герб
У лазуровому щиті з золотою внутрішньою облямівкою виникають два чорних терикона, лівий вище і попереду, за якими сходить золоте сонце без зображення обличчя з такими ж вписаними променями; поверх сонця паросток із зеленим стеблом та листям і срібною квіткою.

## Пам'ятки
Поруч із селищем розташовані три водосховища: на північному сході — Вільхівське, на північному заході — Ханжонківське та на півдні — Зуївське. На заході Вільхівського водосховища, північніше і західніше від його греблі, знаходиться вихід скельних порід Донецького кряжа. Висота скель місцями доходить до 30 м. Завдяки своїм ландшафтно-геологічним особливостям це місце користується широкою популярністю серед любителів альпінізму та скелелазіння всієї Донецької області і в повсякденній мові носить назва Зуївський скеледром.

## Галерея

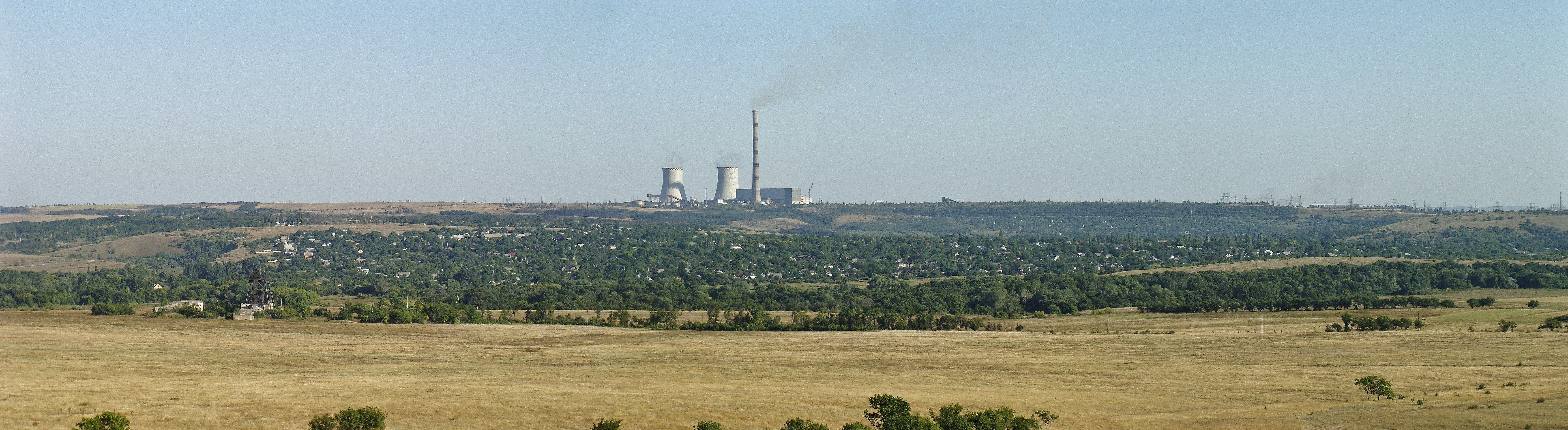
Вид з північного заходу.
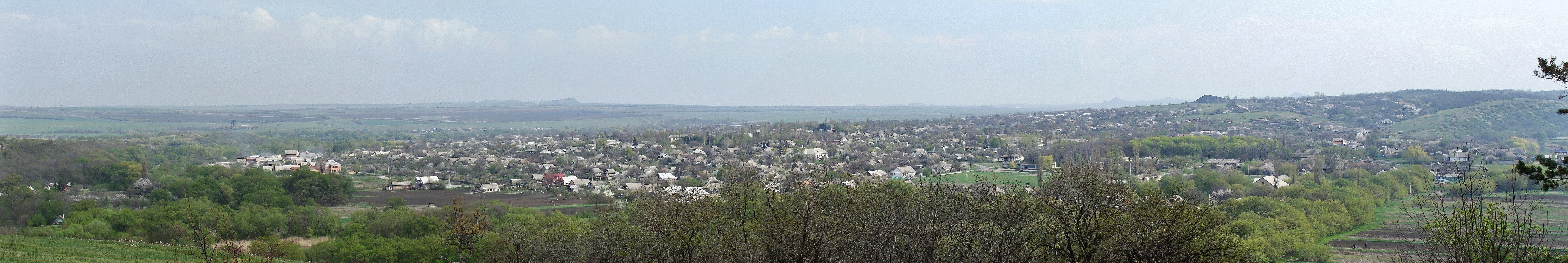
Вид на Зуївку з півдня.
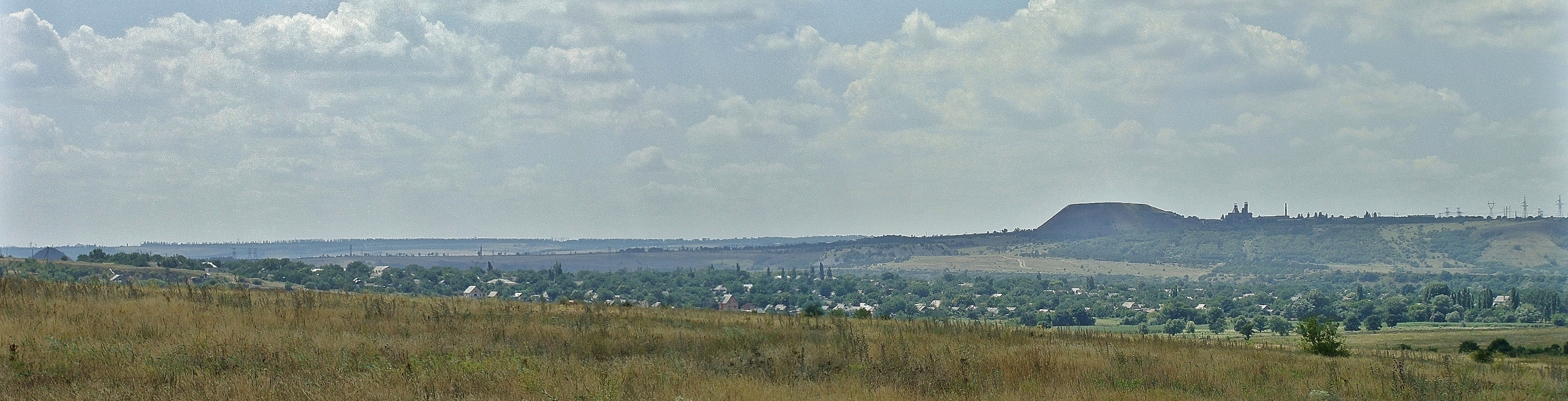
Вид з північного сходу.

 Частина території, що належить Зуєвській селищній раді, входить до складу регіонального ландшафтного парку «Зуївський».

## Історичні відомості
За даними на 1873 рік у слободі, центрі Зуївської волості Міуського округу Області Війська Донського, мешкало 2066 осіб, існувало 244 дворових господарства та 10 окремих будинків, у господарствах налічувалось 110 плугів, 504 коней, 437 пар волів, 1133 звичайних та 4100 тонкорунних овець.
За переписом 1897 року кількість мешканців зменшилась до 1988 осіб (958 чоловічої статі та 1030 — жіночої), з яких 1979 — православної віри.

## Населення

### Мова
Розподіл населення за рідною мовою за даними перепису 2001 року:
| Мова            | Кількість | Відсоток |
| --------------- | --------- | -------- |
| російська       | 3067      | 83.37%   |
| українська      | 573       | 15.57%   |
| білоруська      | 7         | 0.19%    |
| вірменська      | 3         | 0.08%    |
| інші/не вказали | 29        | 0.79%    |
| Усього          | 3679      | 100%     |

За даними перепису 2001 року населення селища становило 3679 осіб, із них 15,57 % зазначили рідною мову українську, 83,37 %— російську, 0,19 %— білоруську та 0,08 %— вірменську мову.